# 檜原敏郎
檜原 敏郎（ひわら としろう、1905年（明治38年）2月14日 - 1984年（昭和59年）1月10日）は、日本の経営者。近畿日本鉄道元副社長。近鉄百貨店元社長。三交不動産元取締役。伊勢志摩国立公園開発元監査役。関西経営者協会元副会長。

## 経歴・人物
兵庫県美嚢郡奥吉川村（現：三木市吉川町）出身。大阪府八尾市在籍。
1930年（昭和5年）京都帝国大学経済学部を卒業し、1932年（昭和7年）大阪電気軌道（現：近畿日本鉄道）に入社。1951年（昭和26年）取締役、同年12月常務に就任。1959年（昭和34年）6月専務を経て、1968年（昭和43年）5月副社長に就任した。
百貨店事業の担当になっていたため、1972年（昭和47年）4月に近畿日本鉄道から近鉄百貨店が分離・独立した際、社長に就任した。1978年（昭和53年）5月に会長に就任。
1965年（昭和40年）6月運輸大臣表彰、同年7月労働大臣功労賞を受賞。
1968年（昭和43年）11月藍綬褒章を受章し、1977年（昭和52年）11月勲三等旭日中綬章を受章。
1984年（昭和59年）1月10日心不全のために死去。78歳没。

## 家族
- 妻・檜原まち子（1912年（明治45年）3月5日生）
清水谷高等女学校卒業[1]。平野復男（大日本紡績元取締役）の長女[1]。
- 長男・檜原恒一郎（1933年（昭和８年）3月11日生）
京都大学法学部卒業[1]。三菱銀行元行員[1]。月桂冠元代表取締役副社長[1][6]。
  - 孫・檜原麻希（1961年（昭和36年）9月7日生）
慶應義塾大学文学部哲学科卒業[1][7]。ニッポン放送代表取締役社長[1][7]。
- 次男[1]
- 長女[1]